# Nova College
Het Nova College is een regionaal opleidingencentrum (roc), opgericht in 1996, met vestigingen in de regio IJmond, gemeente Haarlem, Haarlemmermeer en Amstelveen.
De school biedt meer dan 130 (beroeps)opleidingen in het middelbaar beroepsonderwijs en vavo, Nederlands (NT1 en NT2) en rekenen in het volwassenenonderwijs. Daarnaast biedt het Nova College cursussen en trainingen voor bedrijven.
Jaarlijks studeren er ongeveer 12.500 studenten, van wie circa 10.000 een beroepsopleiding volgen. De school heeft 1.200 medewerkers. De opleidingen zijn verdeeld over drie campussen (Beverwijk, Haarlem en Hoofddorp) en vier vestigingen (CIOS Haarlem Hoofddorp, Entree, Scheepvaart en Vavo).
Het schoolgebouw aan de Zijlweg in Haarlem is in 1998 in de plaats gekomen van het Triniteitslyceum. De afdeling Welzijn van het Nova College was tot 2020 gevestigd in het voormalige schoolgebouw Marnix van Sint Aldegonde College aan de Planetenlaan in Haarlem-Noord.

## Onderscheidingen
Het Nova College is op de tweede plaats geëindigd bij de verkiezingen Beste Onderwijswerkgever in 2010. Ook werd de school verkozen tot beste roc in de Randstad sinds 2017, volgens de Keuzegids Mbo. In 2020 won het Nova College de Zo Werkt Het Award 2020 als Beste online (thuis)werkgever van de regio IJmond.

## Sponsoring
Van 2002 tot en met 2020 was het Nova College de hoofdsponsor en naamgever van het jaarlijks gehouden schaaktoernooi.